# تمرد على السفينة باونتي

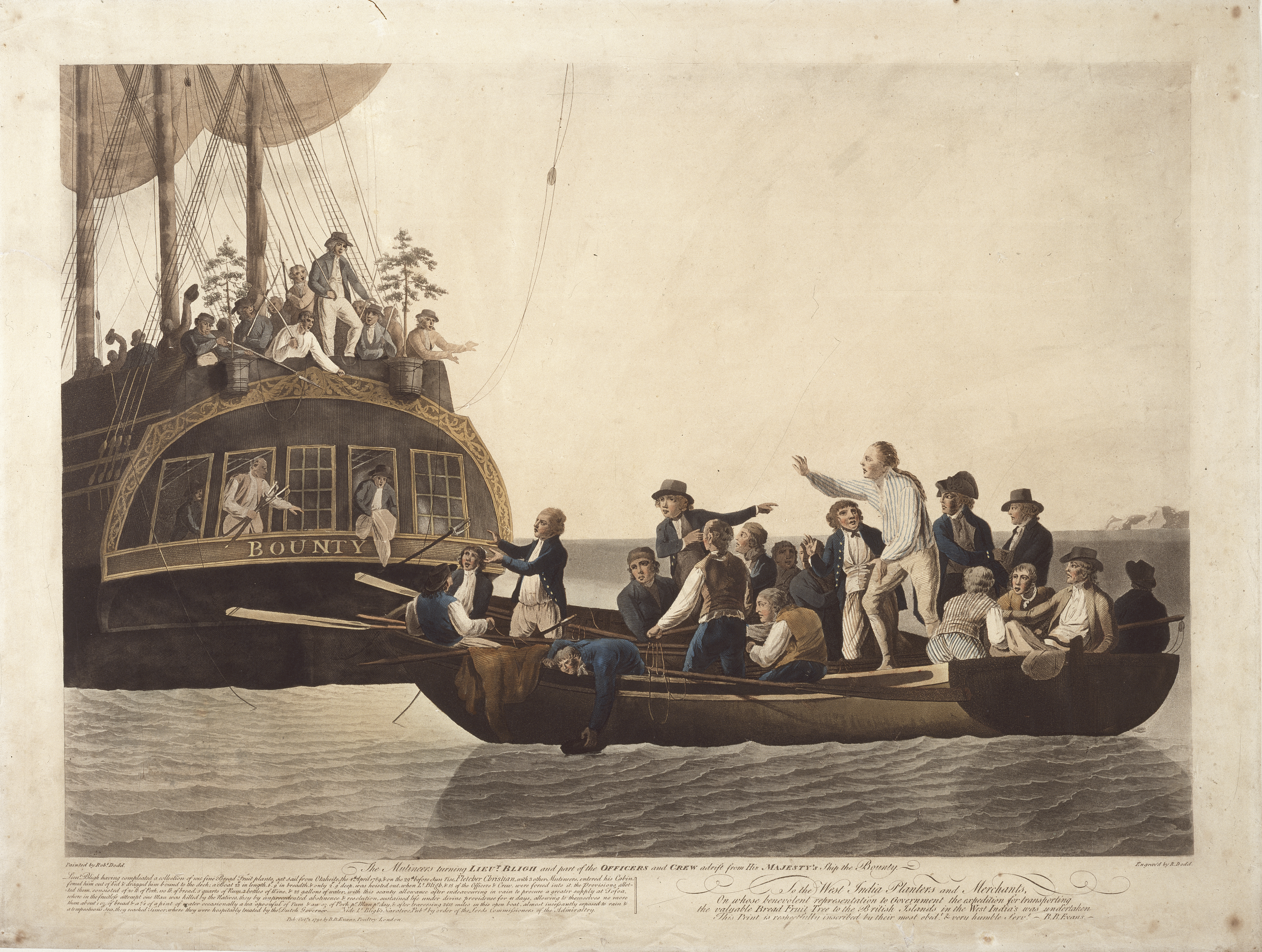
قام فليتشر كريستسان والمتمردون بارسال الملازم ويليام بلاي و18 اخرين على غير هدى. لوحة رسمت عام 1790 من قبل روبرت دود.

تَمَرُّدٌ على السَفينَةٍ باوِنْتْي أو تمرد على السخاء وقع التمرد على متن سفينة البحرية الملكية إتش إم إس باونتي في جنوب المحيط الهادئ في 28 أبريل 1789. حيث استولى أفراد الطاقم الغاضبون على السفينة بقيادة الملازم فليتشر كريستيان، من يد قائدهم الملازم ويليام بلاي وقاموا بوضعه هو و18 من الموالين له في الزورق المنجرف التابع للسفينة. استقر المتمردون على وجوه مختلفة في تاهيتي أو في جزيرة بيتكيرن، وفي غضون ذلك أكمل بلاي رحلة في الزورق لأكثر من 3500 ميل بحري، أي (6500 كيلومترو 4000 ميل) من أجل الوصول إلى الأمان، ومن ثم بدأ عملية تقديم المتمردين إلى العدالة.
غادرت سفينة باونتي إنجلترا في عام 1787، في مهمة لجمع ونقل نباتات فاكهة الخبز من تاهيتي إلى جزر الهند الغربية. لقد أدى التوقف لمدة خمسة أشهر في تاهيتي حيث عاش العديد من الرجال على اليابسة وشكلوا علاقات مع البولينيزيين الأصليين إلى جعل العديد من الرجال أقل انصياعًا للانضباط العسكري. تدهورت العلاقات بين بلاي وطاقمه بعد أن بدأ بفرض العقوبات والانتقادات والانتهاكات القاسية بشكل متزايد وقد خص كريستيان بذلك. وبعد ثلاثة أسابيع من العودة إلى البحر، أجبر كريستيان وآخرون معه بلاي على مغادرة السفينة وبقي 25 رجلًا على متن السفينة من ضمنهم بعض الموالين الذين احتجزوا رغمًا عن إرادتهم لعدم وجود مكان لهم على الزورق المنجرف التابع للسفينة.
بعد وصول بلاي إلى إنجلترا في أبريل 1790، قامت الأميرالية بإرسال سفينة إتش إم إس باندورا لإلقاء القبض على المتمردين، وتم القبض على أربعة عشر منهم في تاهيتي وسجنوا على متن سفنة باندورا التي بحثت بعد ذلك دون نجاح عن جماعة كريستيان الذين كانوا مختبئين في جزيرة بيتكيرن. بعد العودة إلى إنجلترا ارتطمت سفينة باندورا بالحاجز المرجاني العظيم وتم فقدان 31 فردًا من الطاقم وأربعة من سجناء سفينة باونتي. وصل السجناء العشرة الباقين على قيد الحياة إلى إنجلترا في يونيو 1792، وتمت محاكمتهم عسكريًا؛ حيث تمت تبرئة أربعة منهم، وتم العفو عن ثلاثة وشنق ثلاثة آخرين.
ظلت جماعة كريستيان غير مكتشفة في جزيرة بيتكيرن حتى عام 1808، وبحلول ذلك الوقت لم يبق إلا متمرد واحد فقط على قيد الحياة وهو جون آدامز حيث تم تقريبًا قتل جميع زملائه المتمردين بما فيهم كريستيان، إما من قِبَل بعضهم البعض أو من قِبَل رفاقهم البولينيزيين. لم يتم اتخاذ أي إجراء ضد آدمز ويعيش أحفاد المتمردين وأسرهم التاهيتيين في بيتكيرن حتى القرن الحادي والعشرين.

## المعلومات الأساسية

### سفينة باونتي ومهمتها

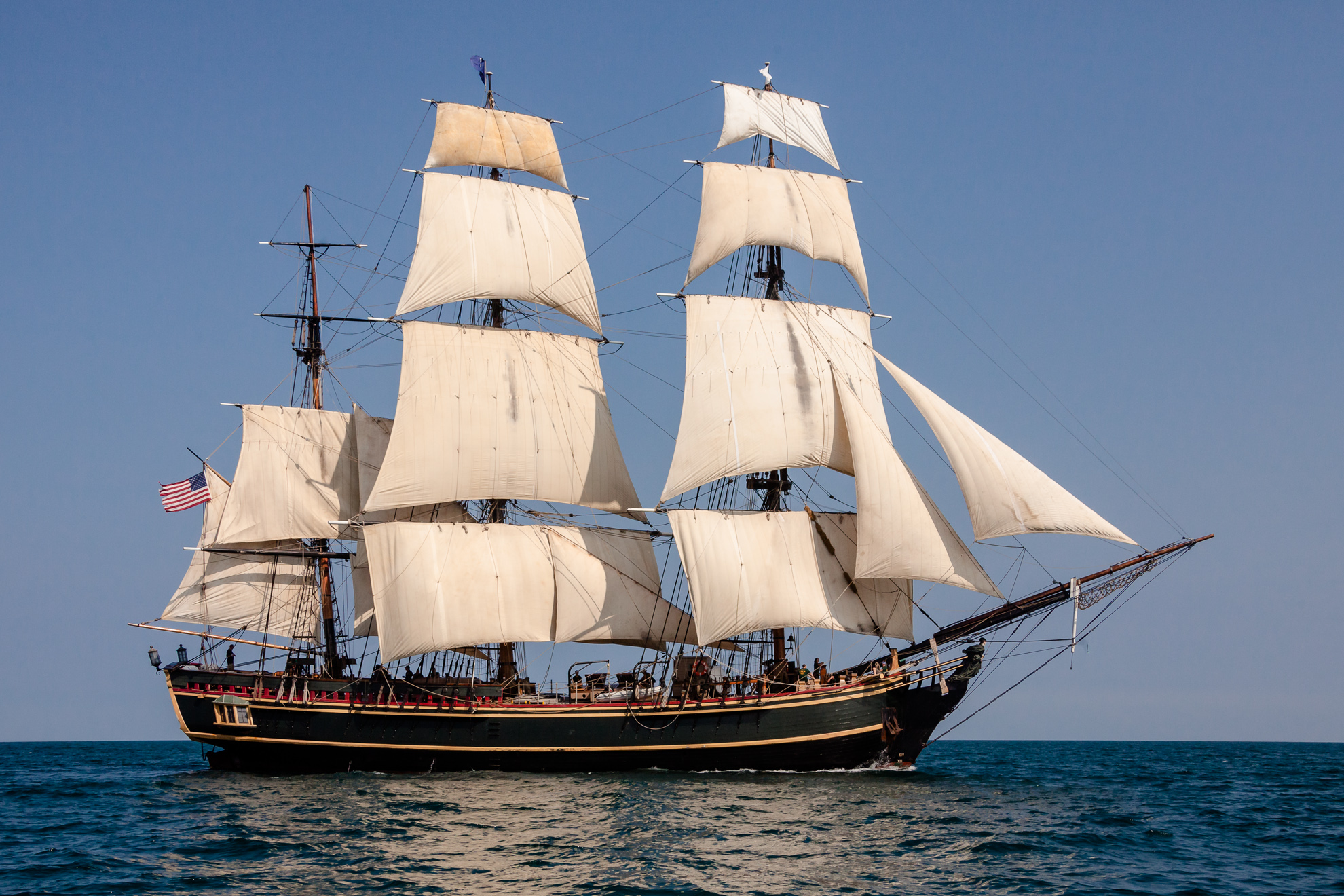
إعادة بناء لسفينة إتش إم إس باونتي عام 1960.

بنيت سفينة جلالته الحربية المعروفة باسم (إتش إم إي في) باونتي، أو إتش إم إس باونتي، عام 1784 في حوض بلايديس لبناء السفن في منطقة هال في يوركشاير وقد تم بنائها كسفينة لنقل الفحم وكانت تدعى بيثيا. أعيدت تسميتها بعد شرائها من قِبَل البحرية الملكية مقابل 1.950 جنيه إسترليني في مايو عام 1787. ولقد كانت سفينة بثلاث صواري وبطول 91 قدمًا (28 مترًا) بشكل عام، و25 قدمًا (7.6 مترًا) عبر أوسع نقطة وسجلت 230 طنًا عند أكبر حمل. كان تسليحها عبارة عن أربع مسدسات حاملة قصيرة بأربعة مدقات وعشرة مسدسات دوارة نصف مدورة، تكملها الأسلحة الصغيرة مثل البنادق. كما تم تصنيفها من قبل الأميرالية على أنها قاطعة، وهي أصغر فئة من السفن الحربية وقائدها ملازمًا وليس قبطانًا وسيكون الضابط الوحيد المكلف على متنها، كما أنه لا يمكن للقاطعة ان تفوض الانفصال المعتاد لمشاة البحرية التي يمكن أن يستخدمها قادة البحرية لفرض سلطتهم.
تم الحصول على سفينة باونتي لنقل نباتات فاكهة الخبز إلى المستعمرات البريطانية في جزر الهند الغربية من تاهيتي (التي أصبحت أوثاييت)، وهي جزيرة بولينيزية في جنوب المحيط الهادئ. تم ترويج البعثة من قِبل الجمعية الملكية ونظمها رئيسها السير جوزيف بانكس الذي شارك وجهة نظر أصحاب المزارع الكاريبية بأن فاكهة الخبز قد تنمو جيدًا هناك وتوفر طعامًا رخيصًا للعبيد. تم تجديد سفينة باونتي تحت إشراف بانكس في حوض ديبفورد لبناء السفن والذي يقع في نهر التمز حيث تم تحويل مقر القيادة الذي يكون عادة لقبطان السفينة، إلى مستنبت زجاجي لأكثر من ألف نبات من فاكهة الخبز، مع وجود نوافذ زجاجية ومناور وسطح مغطى بالرصاص ونظام تصريف لمنع هدر المياه العذبة. وتعني المساحة المطلوبة لهذه الترتيبات في السفينة الصغيرة أن الطاقم والضباط سيتحملون اكتظاظًا شديدًا طوال الرحلة الطويلة.

### بلاي

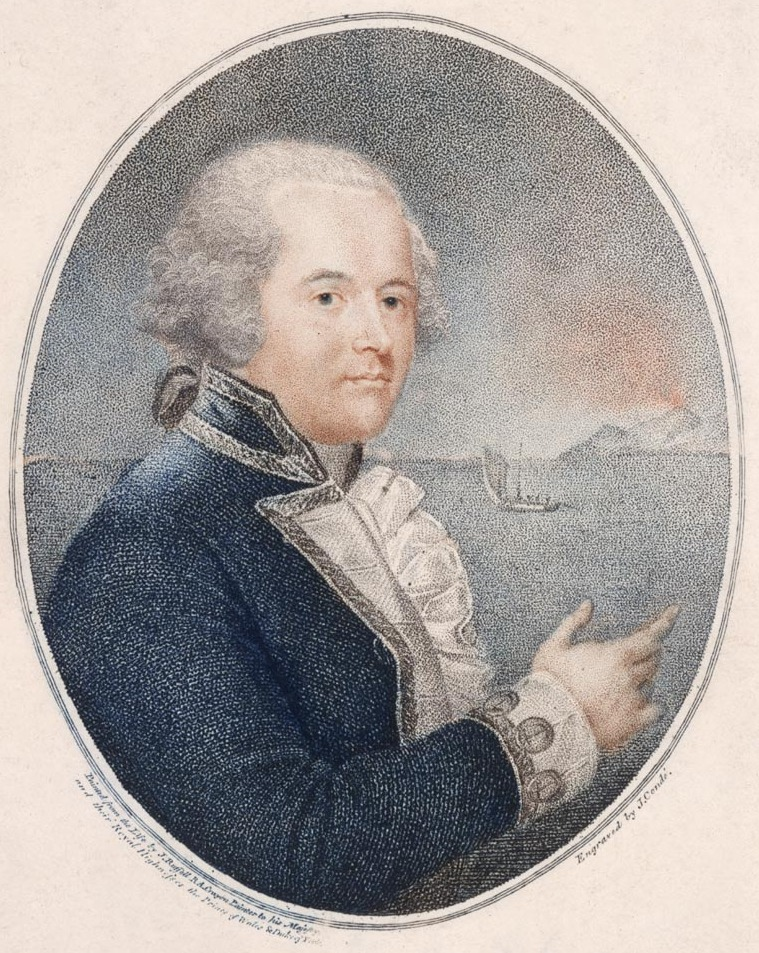
الملازم ويليام بلاي، قبطان سفينة إتش إم إس باونتي.

وبموافقة بانكس، أعطيت قيادة البعثة للملازم ويليام بلاي الذي تضمنت خبراته الرحلة الثالثة والأخيرة للكابتن جيمس كوك (1776-1780). حيث خدم كربان للقيادة أو رئيس الملاحين بقرار من جلالته. ولد بلاي في بليموث عام 1754، في عائلة ذات تقاليد بحرية وعسكرية وقد كان الأدميرال السير ريتشارد رودني بلاي ابن عمه الثالث. لقد كان التعيين في سفينة كوك في سن 21 عامًا شرفًا كبيرًا بالنسبة لبلاي على الرغم من اعتقاده أن مساهمته لم يتم الاعتراف بها على النحو الواجب في الحساب الرسمي للبعثة. مع انتهاء حرب الاستقلال الأمريكية التي استمرت ثماني سنوات عام 1783 وتجديد الصراع لاحقًا مع فرنسا - التي اعترفت وتحالفت مع الولايات الأمريكية الجديدة في عام 1778 - تم تقليص حجم البحرية الملكية الضخمة ووجد بلاي نفسه على اليابسة مع راتب مخفض إلى النصف.
بعد فترة من البطالة تولى بلاي وظيفة مؤقتة في الخدمة التجارية، وفي عام 1785 كان قائدًا لسفينة «بريطانيا» وهي سفينة يملكها عم زوجته دنكان كامبل. تولى بلاي منصبه المرموق في سفينة باونتي في 16 أغسطس 1787، بتكلفة مالية كبيرة حيث يتناقض راتبه كملازم حيث يتقاضى 4 شلن في اليوم ( 70 جنيهًا إسترلينيًا في السنة) مع ال500 جنيه إسترليني سنويًا كان قد ربحها كقائد لسفينة «بريطانيا». بسبب العدد المحدود من ضباط الصف المسموح به على سفينة باونتي كان مطلوبًا من بلاي أيضًا أن يكون بمثابة ضابط المحاسبة للسفينة. من أجل دراسة طريق مهم ولكن لم يتم استكشافه، ذكرت أوامر بلاي للإبحار أنه كان سيدخل المحيط الهادئ عبر كيب هورن (رأس هورن) حول أمريكا الجنوبية، بعد جمع نباتات فاكهة الخبز سيبحر غربًا عبر مضيق إنديفور. بعدها، كان سيعبر المحيطين الهندي وجنوب المحيط الأطلسي إلى جزر الهند الغربية في منطقة البحر الكاريبي وبذلك تكمل سفينة باونتي الإبحار حول الأرض في نصف الكرة الجنوبي.

### الطاقم
كانت سفينة باونتي تتكون من 46 رجلاً، بينهم 44 بحارًا من البحرية الملكية ( بما في ذلك بلاي)، واثنين من علماء النبات المدنيين وقد كان تحت بلاي مباشرة ضباط الصف الذين عينهم مجلس البحرية برئاسة سيد الإبحار جون فراير. وكان الضباط الآخرون هم ربان السفينة والجراح والنجار والمدفعي. وأضيف العديد من الضباط الشرعيين إلى ضابطي الصف والضابطين البحريين - ممن يسمون «السادة الشباب» وهم من طلاب ضباط البحرية الطامحين حيث وقع هؤلاء على قائمة السفينة كبحارة قادرين ولكن تم إيواءهم مع الضباط البحريين ومعاملتهم على قدم المساواة معهم.
تم اختيار معظم طاقم سفينة باونتي بواسطة بلاي أو تم التوصية بهم من قبل الرعاة ذوي النفوذ. كان المدفعي ويليام بيكوفر وصانع الأسلحة جوزيف كولمان مع كوك وبلاي بناء على قرار سفن جلالته، وقد أبحر العديد من الآخرين تحت أمر بلاي في الآونة الأخيرة على متن سفينة بريطانيا من بين هؤلاء كان فليتشر كريستيان البالغ من العمر 23 عامًا، والذي جاء من عائلة كمبرلاند الغنية المنحدرة من مانكس النبلاء. اختار كريستيان الحياة في البحر بدلاً من الحياة القانونية التي تصورتها عائلته وقام برحلة مرتين مع بلاي إلى جزر الهند الغربية، حيث شكل الاثنان علاقة المعلم والتلميذ التي أصبح كريستيان من خلالها ملاحًا ماهرًا. كان كريستيان على استعداد للخدمة على سفينة باونتي بدون أجر كواحد من «السادة الشباب» حيث أعطاه بلاي أحد رواتب مراسي ضباط الصف. كان أحد السادة الشباب الآخرون الموصى بهم لبلاي هو بيتر هيوود البالغ من العمر 15 عامًا، وهو ينحدر أيضًا من عائلة مانكس وله علاقة بعيدة لكريستيان. غادر هيوود المدرسة في سن 14 لقضاء عام على سفينة إتش إم إس بورفول وهي سفينة تدريب مقيدة في المرفأ في بليموث، جاءت توصيته لبلاي من ريتشارد بيثام وهو صديق عائلة هيوود الذي كان والد زوجة بلاي.
تم اختيار علماء النبات، أو «البستانيون»، من قِبَل بانكس، وكان كبير علماء النبات ديفيد نيلسون من قدامى المحاربين في رحلة كوك الثالثة وكان قد ذهب إلى تاهيتي وتعلم بعض لغة السكان الأصليين. وقد كان مساعد نيلسون ويليام براون ضابطًا بحريًا سابقًا شهد تحركًا بحريًا ضد الفرنسيين. كما ساعدت بانكس في تأمين مساحة الضباط الرسميين لاثنان من اتباعه وهما توماس هايوارد وجون هاليت. بشكل عام، كان طاقم سفينة باونتي شابًا بشكل نسبي وكانت أعمار الغالبية أقل من 30 عامًا وفي وقت المغادرة كان عمر بلاي 33 عامًا. كان بيكوفر البالغ من العمر 39 عامًا من بين أعضاء الطاقم الأكبر سناً، ولقد أبحر في جميع رحلات كوك الثلاثة ولورانس ليبوغ وهو أكبر منه بسنة واحدة وصانع أشرعة سابق على متن سفينة بريطانيا. وقد كان أصغر الركاب على متن السفينة هما هاليت وهيوود حيث كان كلاهما في الخامسة عشرة من العمر عندما غادرا إنجلترا.
تم تخصيص مساحة المعيشة على متن السفينة على أساس الرتبة، حيث أقام بلاي بعد تخليه عن قمرة القيادة في أماكن نوم خاصة مع منطقة طعام مجاورة أو مخزن على الجانب الأيمن من السفينة، وأقام فراير في مقصورة صغيرة على الجانب الآخر. كان لدى الجراح توماس هوجان والضباط الآخرون ونيلسون عالم النبات كابينات صغيرة في الطابق السفلي بينما رسى زملائه من ضباط الصف والضباط البحريين مع السادة الشباب معًا في منطقة خلف غرفة طعام القبطان المعروفة بغرفة القيادة حيث سُمح لهم كضباط مبتدئين أو محتملين باستخدام ربع السفينة. كان للرتب الأخرى مساكنها الخاصة في أعلى مقدمة السفينة وهي منطقة خالية من النوافذ بقياس 36 × 22 قدمًا (11.0 × 6.7 م) مع مساحة للرأس 5 أقدام و7 بوصات (1.70 م).
| الاسم           | الرتبة أو الوظيفة                       |
| --------------- | --------------------------------------- |
| ويليام بلاي     | ملازم في البحرية الملكية: قبطان السفينة |
| جون فراير       | الضابط: قائد الإبحار                    |
| وليام كول       | ضابط صف                                 |
| وليام بيكوفر    | ضابط صف                                 |
| وليام بورسيل    | ضابط                                    |
| توماس هوجان     | جراح السفينة                            |
| فليتشر كريستيان | ضابط الصف                               |
| وليام إلفينستون | ضابط الصف                               |
| توماس ليدوارد   | ضابط الصف                               |
| جون هاليت       | ضابط                                    |
| توماس هايوارد   | ضابط                                    |
| بيتر هيوود      | ضابط السفينة الفخري                     |
| جورج ستيوارت    | ضابط السفينة الفخري                     |
| روبرت تينكلر    | ضابط السفينة الفخري                     |
| نيد يونغ        | ضابط السفينة الفخري                     |
| ديفيد نيلسون    | جامع نباتات                             |
| وليام براون     | مساعد نباتي (مدني)                      |

| الاسم                          | الرتبة أو الوظيفة      |
| ------------------------------ | ---------------------- |
| بيتر لينكليتر                  | ضابط تموين             |
| جون نورتون                     | ضابط تموين             |
| جورج سمبسون                    | زميل ضابط التموين      |
| جيمس موريسون                   | زميل رئيس البحارة      |
| John Mills                     | Gunner's mate          |
| Charles Norman                 | Carpenter's mate       |
| Thomas McIntosh                | Carpenter's mate       |
| Lawrence Lebogue               | Sailmaker              |
| Charles Churchill              | Master-at-arms         |
| Joseph Coleman                 | Armourer               |
| John Samuel                    | Captain's clerk        |
| John Smith                     | Captain's servant      |
| Henry Hillbrant                | Cooper                 |
| Thomas Hall                    | Cook                   |
| Robert Lamb                    | Butcher                |
| William Muspratt               | Assistant cook         |
| Thomas Burkett                 | Able seaman            |
| Michael Byrne (or "Byrn")      | Able seaman – musician |
| Thomas Ellison                 | Able seaman            |
| William McCoy (or "McKoy")     | Able seaman            |
| Isaac Martin                   | Able seaman            |
| John Millward                  | Able seaman            |
| Matthew Quintal                | Able seaman            |
| Richard Skinner                | Able seaman            |
| John Adams ("Alexander Smith") | Able seaman            |
| John Sumner                    | Able seaman            |
| Matthew Thompson               | Able seaman            |
| James Valentine                | Able seaman            |
| John Williams                  | Able seaman            |

## التمرد

### السيطرة

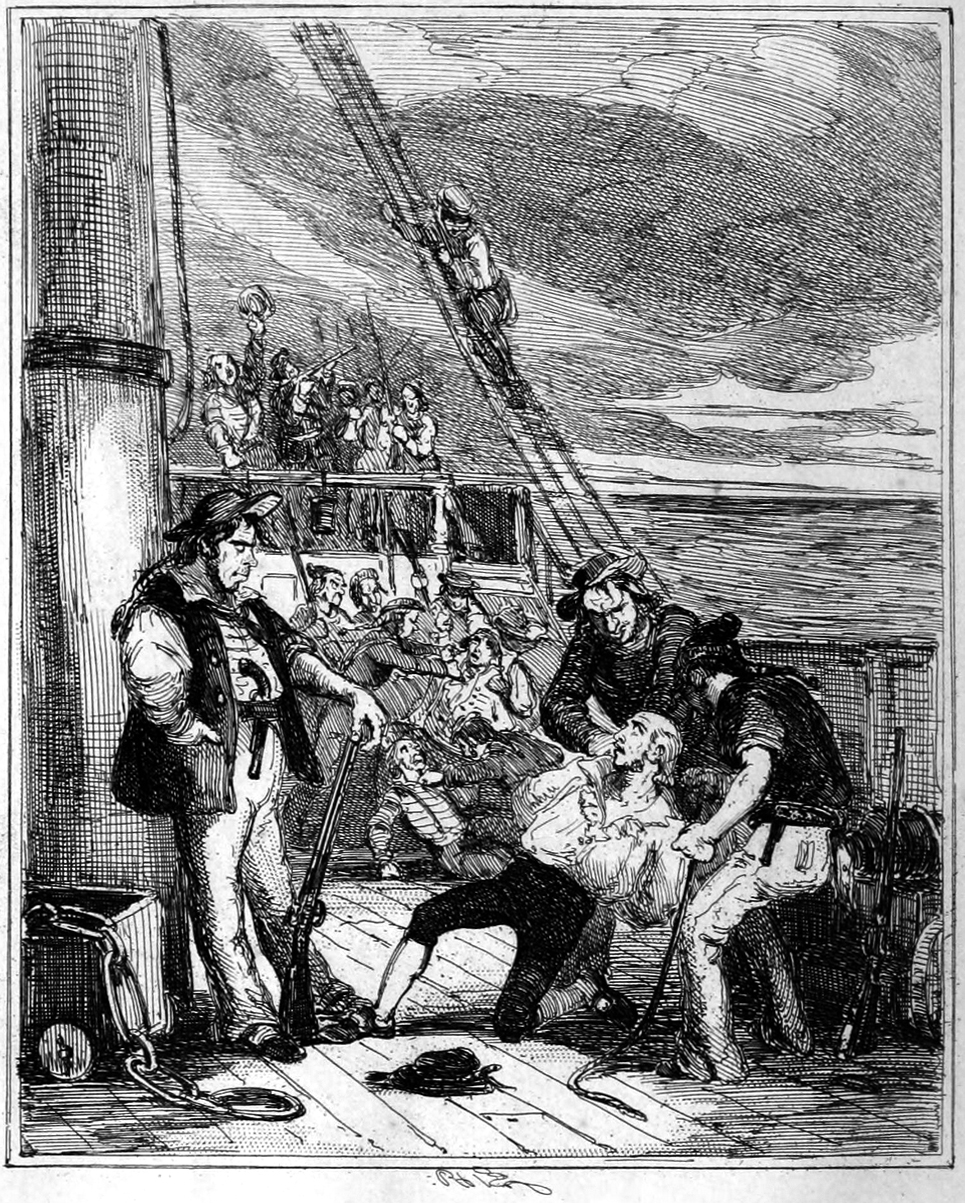
ليتشر كريستيان والمتمردون يسيطرون على السفينة الملكية باونتي في 28 أبريل 1789. نقش هابلوت نايت براون ، 1841

في الساعات الأولى من 28 أبريل 1789، موقع باونتي تقريبا 30 ميل بحري (56 كم-35 ميل) جنوب جزيرة توفوا. بعد ليلة بلا نوم، قرر كريستيان التصرف. حيث فهم من مناقشاته مع يونغ وستيوارت بأن أفراد الطاقم كانوا مؤيديه على الأغلب، وبعد التقرب من كوينتال وإسحاق مارتن، تعرف على العديد من أسماء الطاقم. وبمساعدة هؤلاء الرجال، سيطر كريستيان بسرعة على السطح العلوي. أمر الأشخاص الذين شككوا في أفعاله بالهدوء. حوالي الساعة 05:15، ذهب كريستيان إلى الأسفل، وطرد هاليت (الذي كان نائماً على صدره الذي يحتوي على أسلحة السفينة)، ووزع الأسلحة على أتباعه قبل عملية مقصورة ويليام بلاي. أمسك ثلاثة رجال بالقبطان وربطوا يديه، وهددوا بقتله إذا أطلق الإنذار؛ ويليام بلاي«اتصل بصوت عالٍ قدر استطاعته للمساعدة». استيقظت الضجة فراير، الذي رأى من مقصورته المقابلة، الضفادع التي تهاجم ويليام بلاي. أمر المتمردون فراير «بالاستلقاء مرة أخرى، وإمساك لساني أو كنت رجلًا ميتًا».
تم إحضار ويليام بلاي إلى سطح مؤخر المركب، وكانت يديه مقيدة بسلك يحمله كريستيان، الذي كان يلوح بحربة؛ أكدت بعض التقارير أن كريستيان لديه هبوط سبر معلق على رقبته حتى يتمكن من القفز فوق البحر وغرق نفسه إذا فشل التمرد. غادر الآخرون الذين استيقظوا بسبب الضوضاء أرصفتهم وانضموا إلى الفوضى العامة. لم يكن واضحا في هذه المرحلة من هم الذين لم يكونوا متمردين نشطين. يصف هوغ المشهد: «كان الجميع يصدرون، بشكل أو بآخر ضوضاء، إما عن طريق الشتم أو السخرية أو مجرد الصراخ من أجل الاطمئنان الذي أعطاهم إياه». صاح ويليام بلاي باستمرار، مطالباً بتحريره، وأحيانًا يخاطب الأفراد بالاسم، وحض الشركاء على وجه العموم على "هزيمة كريستيان!" سُمح لفراير لفترة قليلة على سطح السفينة بالتحدث إلى كريستيان، ولكن تم إجباره على ذلك بكرشه بواسطة الحربة؛ بحسب فراير، قال له كريستيان: «لقد كنت في الجحيم لأسابيع ماضية. لقد أحضر الكابتن ويليام بلاي هذا على نفسه».
كان كريستيان يعتقد في الأصل أن يلقى ويليام بلاي في زورق باونتي الصغير الملحق بالسفينة، إلى جانب كاتبه جون صموئيل والوسطاء المخلصين هايوارد وهاليت. أثبت هذا القارب أنه غير صالح للإبحار، لذلك أمر كريستيان بإطلاق قارب السفينة الأكبر، الذي يتسع إلى حوالي عشرة أشخاص. ومع ذلك، فإن كريستيان وحلفائه قد بالغوا في تقدير مدى التمرد - نصفهم على الأقل كانوا عازمين على المغادرة مع بليغ. لذلك تم وضع أكبر قارب للسفينة، وهو 23 قدم (7 متر) في الماء. خلال الساعات التالية جمع الموالون ممتلكاتهم ودخلوا القارب. من بين هؤلاء كان فراير، الذي سعى بموافقة ويليام بلاي للبقاء على متن السفينة - على أمل كما ادعى لاحقًا، أنه سيكون قادرًا على استعادة السفينة - لكن كريستيان أمره بالبدء. وسرعان ما اكتظ القارب بالحمل الزائد، مع وجود أكثر من 20 شخصًا ولا يزال آخرون يتنافسون على الأماكن. أمر كريستيان الأصدقاء النجارين، نورمان وماكينتوش، وعامل المدرعات جوزيف كولمان، بالعودة إلى السفينة، معتبرا أن وجودهما ضروري إذا كان سيقود باونتي بطاقم مخفض. كرهاً أطاعوا، متوسلين ويليام بلاي ليتذكر أنهم بقوا مع السفينة ضد إرادتهم. طمأنهم بليغ: «لا تخافوا أيها الفتيان، سأحقق العدالة إن وصلت إلى إنجلترا».
حفظ صموئيل يومية القبطان وأوراق العمولة ووثائق المراقبة والبوصلة والرباعية، لكنه اضطر لترك ورائه خرائط ومخططات ويليام بلاي - 15 عامًا من العمل الملاحي. مع الرجال الثمانية عشر الذين ظلوا مخلصين ويليام بلاي، تم تزويد القارب بحوالي خمسة أيام من الطعام والماء وصندوق أداة بورسيل. يذكر ويليام بلاي في دفاتره أنه تم رفض السداسي وأي ضابط وقت من قبل المتمردين، لكن زميل ربان السفينة جيمس موريسون صرح بأن كريستيان سلم سداسيته الشخصية قائلاً «هناك الكابتن ويليام بلاي، وهذا يكفي لكل غرض أنت تعلم أن السداسي جيد». تم ترك الكرونومتر (لاركوم كندال) للسفينة على باونتي، لكن ويليام بيكوفر كان لديه ساعة الجيب الخاصة التي استخدمها ويليام بلاي للإحتفاظ بالوقت. في اللحظة الأخيرة ألقى المتمردون أربع سيوف من نوع قطلس أسفل القارب. من بين مكملات باونتي - 44 بعد وفاة هوجان وفالنتاين - كان 19 رجلاً مزدحمين في القارب، مما جعلها منخفضة بشكل خطير في الماء مع سبع بوصات فقط من مستوى السطح العلوي. شمل الرجال الخمسة والعشرون المتبقون في باونتي المتمردين الذين حملوا السلاح، والموالين المحتجزين رغماً عنهم، والآخرين الذين لم يكن لديهم مكان في القارب مع ويليام بلاي. في حوالي الساعة 10:00 صباحاً، تم قطع الحبل الذي يحمل القارب من السفينة. بعد ذلك بقليل، أمر ويليام بلاي برفع الشراع. كانت وجهتهم المباشرة هي جزيرة توفوا القريبة، والتي تم تمييزها بوضوح في الأفق من خلال عمود الدخان المتصاعد من بركانها.

### رحلة بلاي في القارب المفتوح

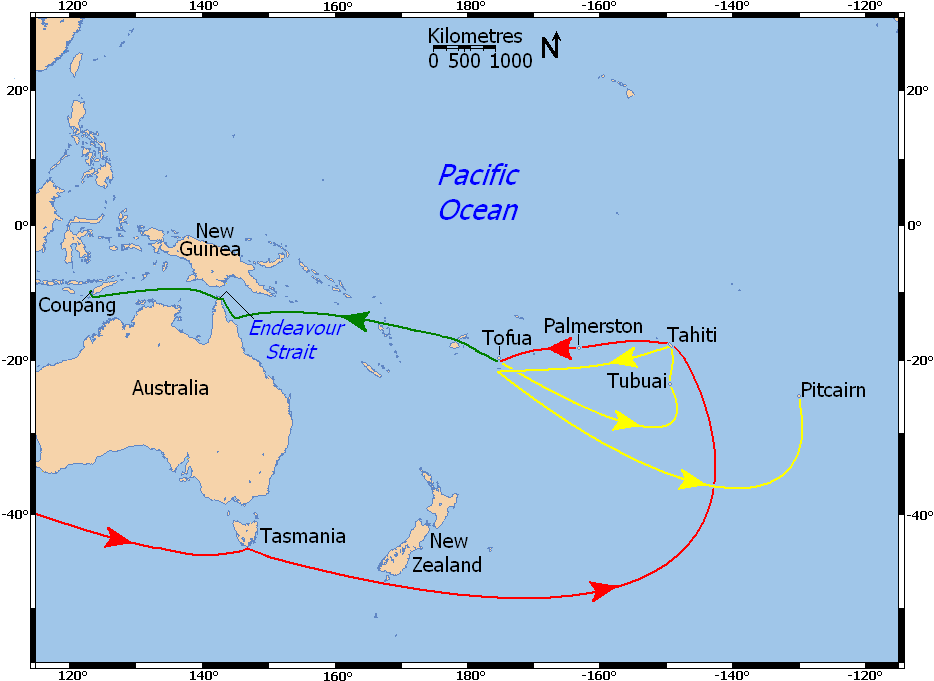
خريطة توضح تحركات باونتي في المحيط الهادئ، 1788-1790
رحلة باونتي إلى تاهيتي وموقع التمرد، 28 أبريل 1789
مسار رحلة قارب بلاي المفتوحة إلى كوبانغ، تيمور، بين 2 مايو و 14 يونيو 1789
تحركات باونتي تحت كريستيان بعد التمرد، من 28 أبريل 1789 فصاعدًا

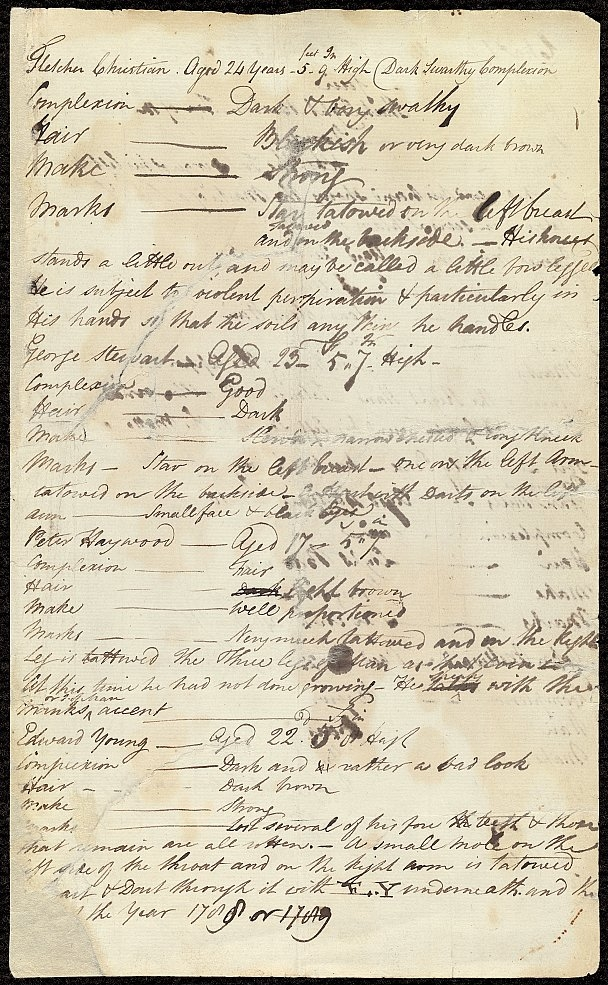
"كريستيان عمره 24 سنة - طوله 5.9. بشرة داكنة اللون." بداية قائمة بلاي للمتمردين، المكتوبة أثناء رحلة القارب المفتوح. الآن في مجموعة المكتبة الوطنية الأسترالية.

أمل بلاي في العثور على الماء والطعام في جزيرة توفوا، ثم الانتقال إلى جزيرة تونغاتابو القريبة لطلب المساعدة من الملك بولاهو (الذي كان يعرفه من زيارته مع كوك) في توفير قارب لرحلة إلى جزر الهند الشرقية الهولندية. على الشاطئ في توفوا، كانت هناك لقاءات مع السكان الأصليين الذين كانوا مرحبين في البداية لكنهم أصبحوا أكثر تهديدًا بمرور الوقت. في 2 مايو، بعد أربعة أيام من وصول القارب، أدرك بلاي أن الهجوم وشيك. وجه رجاله إلى البحر، قبل وقت قصير قام سكان جزيرة توفوا بقطع حبل القارب وحاولوا جره إلى الشاطئ. بلاي رعى بهدوء آخِر فريق المجموعة على الشاطئ وإمداداتهم في القارب. في محاولة لتحرير الحبل من الخاطفين، قفز أمين التموين جون نورتون في الماء. تم إعدامه ورجمه حتى الموت.
فروا منطلقين إلى البحر المفتوح، حيث أعاد الطاقم المرتجف النظر في خياراتهم. قد تؤدي زيارة تونغاتابو، أو أي يابسة، إلى عواقب عنيفة مماثلة؛ أفضل فرصة للخلاص، حسب بلاي، كانت تكمن في الإبحار مباشرة إلى مستوطنة كوبانغ الهولندية في تيمور، باستخدام الحصص الغذائية الموجودة حاليًا. كانت هذه رحلة لمسافة 3500 ميل بحري (6500 كم-4000 ميل) إلى الغرب، ما وراء مضيق انديفور، وسيستلزم حصص يومية بمقدار قليل من الخبز وربع لتر من الماء لكل رجل. تمت الموافقة على الخطة بالإجماع.
منذ البداية، كان الطقس رطب وعاصف، مع تهديد الجبال البحرية التي تهدد باستمرار بالقارب. عندما ظهرت الشمس، أشار بلاي في مذكرته اليومية إلى أنها «أعطتنا الكثير من المتعة مثل يوم الشتاء في إنجلترا». سعى بلاي لمواصلة كتابة يومياته طوال الرحلة، لتدوين ملاحظاته، والرسم والتخطيط البياني بينما كانوا يشقون طريقهم إلى الغرب. للحفاظ على الروح المعنوية، روى قصصًا عن تجاربه السابقة في البحر، وحصل الرجال على الغناء، وأحيانًا كان يصلي. كان الوصول الأول ممر يمر به الأوروبيين عبر جزر فيجي، لكنهم لم يجرؤوا على التوقف بسبب سمعة سكان الجزر في أكل لحوم البشر. في 17 مايو، سجل بلاي أن «وضعنا كان بائسًا؛ دائما مبلل، ويعاني من البرد القارس ... دون حماية من الطقس».
بعد ذلك بأسبوع مع صفاء السماء، بدأت الطيور في الظهور، مما يشير إلى قربها من الأرض. في 28 مايو، شوهد الحيد المرجاني العظيم. وجد بلاي فجوة قابلة للملاحة وأبحر منطلقاً في بحيرة هادئة. في وقت متأخر من بعد ظهر ذلك اليوم، كان يدير القارب إلى الشاطئ في جزيرة صغيرة أطلق عليها جزيرة السعادة، حيث وجد الرجال المحار والتوت ووفرة من الطعام وتمكنوا من تناول الطعام بهدوء. على مدار الأيام الأربعة التالية، قام الفريق برحلة سريعة شمالًا داخل البحيرة، مدركةً أن تحركاتهم كانت تراقب عن كثب من قبل السكان الأصليين على اليابسة. حيث كان التوتر يظهر داخل الفريق. بعد خلاف محتدم مع بورسيل، أمسك بلاي السيف وتحدى النجار للقتال. أخبر فراير كول بإلقاء القبض على قائده، لكنه تراجع بعد أن هدده بلاي بقتله إذا تدخل.
في 2 يونيو، أنطلقوا نحو شبه جزيرة كيب يورك، أقصى نقطة في شمال القارة الأسترالية. إتجه بلاي جنوب غرب، وتوجه من خلال متاهة من المياه الضحلة والشعاب المرجانية والضفاف الرملية والجزر الصغيرة. لم يكن الطريق الذي تم اتخاذه هو مضيق إنديفور، ولكن ممرًا أضيق جنوبًا عرف لاحقًا باسم قناة أمير ويلز. في الساعة 20:00 من ذلك المساء، وصلوا إلى بحر آرافورا المفتوح، على بعد 1100 ميل بحري (2000 كم-1300 ميل) من كوبانغ. شملت الأيام الثمانية التالية بعضاً من أصعب رحلة السفر بأكملها، وبحلول 11 يونيو، كان الكثيرون على وشك الانهيار. في اليوم التالي شوهد ساحل تيمور، حيث كتب بلاي «ليس من الممكن بالنسبة لي أن أصف المتعة التي انتشرت بيننا نعمة مشهد هذه الأرض بيننا». في 14 يونيو، يرفع جاك شعار الاتحاد المؤقت، أبحروا إلى ميناء كوبانغ.
في كوبانغ، أبلغ بلاي التمرد للسلطات، وكتب إلى زوجته «اعلمي إذن، عزيزتي بيتسي، لقد خسرت باونتي». نيلسون عالم النبات توفي بسرعة لطقس كوبانغ القاسي. في 20 أغسطس، غادر الفريق إلى باتافيا (جاكرتا الآن) في انتظار سفينة إلى أوروبا؛ توفي الطاهي توماس هول هناك، حيث كان مريضًا لأسابيع. حصل بلاي على منزل لنفسه، ولكاتبه صموئيل وخادمه جون سميث، وأبحر في 16 أكتوبر 1789. توفي أربعة من الباقين - صديق السيد إلفينستون، وبيتر لينكليتر، والجزار روبرت لامب، والجراح المساعد توماس ليدوارد - إما في باتافيا أو في رحلاتهم إلى الوطن.

### باونتي تحت كريستيان
بعد رحيل قارب بلاي، قسم كريستيان أغراض الراحلين الشخصية بين الموالين والطاقم المتبقي وألقوا ببذور الخبز في البحر. لقد أدرك أن بلاي يمكن أن يبقى على قيد الحياة للإبلاغ عن التمرد، وأن عدم عودة باونتي على أي حال سيؤدي إلى مهمة بحث، مع تاهيتي كأول نقطة اتصال. لذلك توجه كريستيان بباونتي نحو جزيرة توبواي الصغيرة، على بعد حوالي 450 ميل بحري (830 كم-520 ميل) جنوب تاهيتي. تم اكتشاف وتخطيط جزيرة توبواي تقريبا بواسطة كوك. باستثناء قناة صغيرة واحدة، كانت محاطة بالكامل بشعاب مرجانية ويمكن الدفاع عنها بسهولة ضد أي هجوم من البحر.

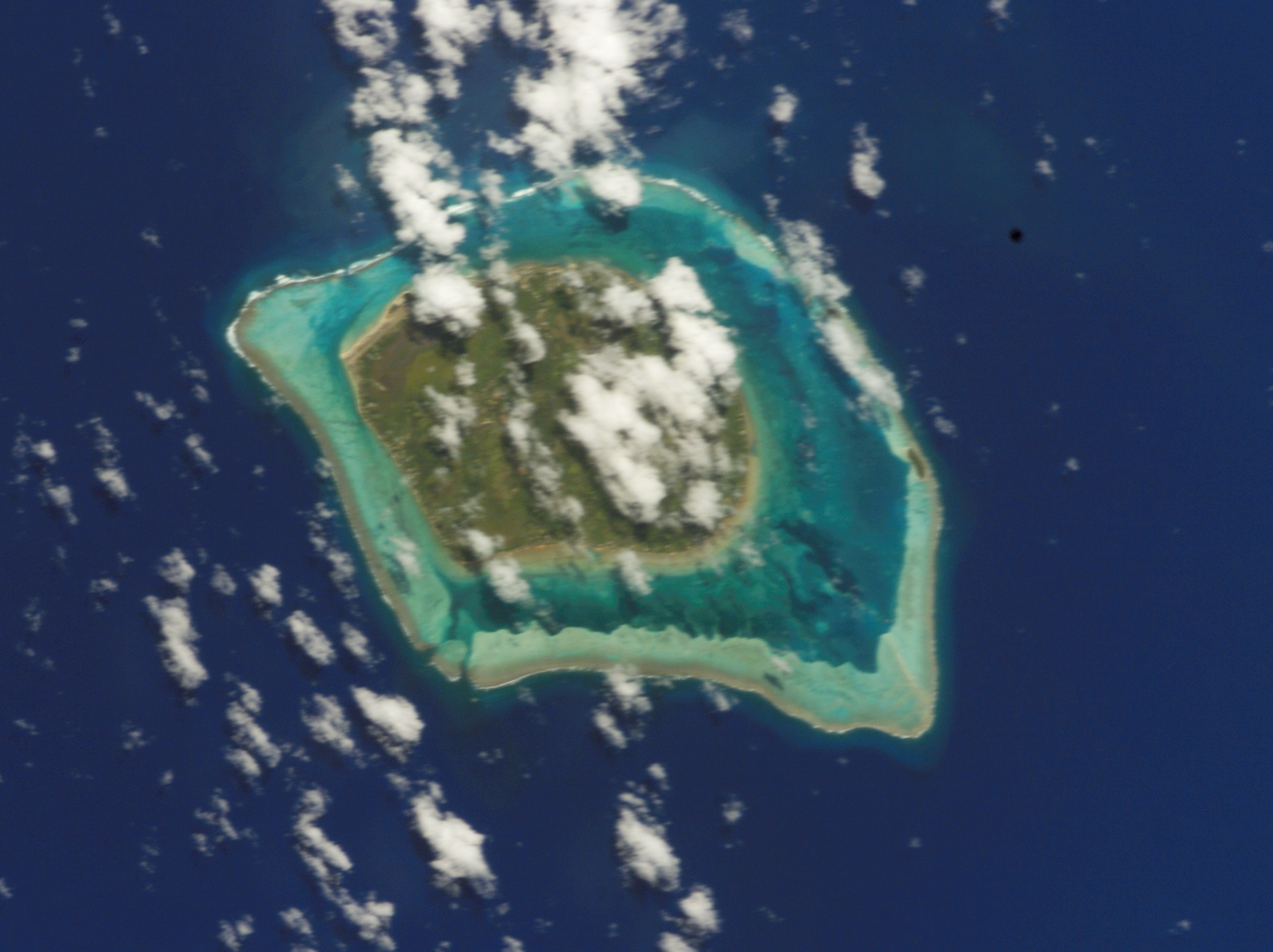
توبواي، حيث حاول كريستيان أولاً الاستقرار؛ الجزيرة محاطة بالكامل بشعاب مرجانية

وصلت باونتي إلى توبواي في 28 مايو 1789. كان الاستقبال من السكان الأصليين معاديًا. عندما توجهت مجموعة من الزوارق الحربية إلى السفينة، استخدم كريستيان سلاحاً من أربعة مدافع لصد المهاجمين. قتل ما لا يقل عن اثني عشر من المقاتلين، وتناثر البقية. قام كريستيان وفريقه المسلح بتفقد الجزيرة دون رادع، وقرروا أنها ستكون مناسبة لأغراضهم. ومع ذلك، من أجل إيجاد تسوية دائمة، كانوا بحاجة إلى عمال ونساء مطيعين. كان المصدر الأكثر ترجيحًا لهذه الأشياء هو تاهيتي، والذي عادت إليه باونتي في 6 يونيو. لضمان تعاون رؤساء تاهيتي، ابتكر كريستيان قصة كان هو وبلاي وكابتن كوك يؤسسون فيها مستوطنة جديدة في إيتوتاكي. تضمن اسم كوك هدايا سخية من الماشية والسلع الأخرى، وفي 16 يونيو، أبحرت باونتي المجهزة جيدًا إلى توبواي. كان على متن السفينة ما يقرب من 30 رجلاً وامرأة من تاهيتي، بعضهم كان موجوداً بالخداع.
خلال الشهرين التاليين، كافح كريستيان وقواته لإثبات وجودهم في توبواي. بدأوا في بناء حاوية كبيرة ذات خنادق - تسمى «حصن جورج»، بعد الملك البريطاني - لتوفير حصن آمن ضد الهجوم عن طريق البر أو البحر. حاول كريستيان إقامة علاقات ودية مع الزعماء المحليين، لكن فريقه كان غير مرحب به. كانت هناك اشتباكات مستمرة مع السكان الأصليين، بشكل رئيسي على الممتلكات والنساء، وبلغت ذروتها في معركة قوية قتل فيها 66 من سكان الجزيرة وجرح العديد. كان السخط يتصاعد بين فريق باونتي، واستشعر كريستيان أن سلطته كانت تفقد. ودعا إلى اجتماع لمناقشة الخطط المستقبلية وعرض تصويت حر. بقي ثمانية موالين لكريستيان، النواة الصلبة للمتمردين النشطين ، لكن ستة عشر يرغبون في العودة إلى تاهيتي والاستفادة من فرصهم هناك. قبل كريستيان هذا القرار. بعد إرسال الأغلبية إلى تاهيتي، كان «خاض معركة قبل تغير مسار السفينة، وبعد الوصول إلى الجزيرة الأولى بقيادة السفينة. بعد ما فعلت لا أستطيع البقاء في تاهيتي».

## الأثر الثقافي

### التاريخ والسير الذاتية
بدأ تصوَّر بلاي كطاغية مستبد مع الملحق الخاص بإدوارد كريستيان عام 1794، وباستثناء مفكرة بلاي فإن أول تقرير تم نشره عن التمرد هو التقرير الخاص بالسير جون بارو والمنشور في عام 1831. كان بارو صديقًا لعائلة هيوود حيث خفف كتابه من وطأة دور هيوود مع التأكيد على قسوة بلاي، كما حرض الكتاب على الأسطورة القائلة بأن كريستيان لم يمت في بيتكيرن، لكنه عاد بطريقة ما إلى إنجلترا وقد تعرف عليه هيوود في بليموث حول عامي 1808-1809. وهناك تقرير كتب في عام 1870 من قِبَل حفيدة هيوود ديانا بيلشر، حيث قامت بتبرئة كل من هيوود كريستيان، ووفقًا لكارولين ألكسندر وهي كاتبة سيرة بلاي فقد «عززت ... العديد من الأكاذيب التي شقت طريقها إلى السرد».
من بين محاولات المؤرخين لتصوير بلاي بعين العطف هي محاولات ريتشارد هوغ في عام (1972)، وكارولين ألكسندر في عام (2003). يصفه هوغ «قائدًا لا نظير له في الطقس السيئ ... مستعد للذهاب معه في الجحيم ومياه المَدّ، ولكن ليس ليوم واحد على نفس السفينة في بحر هادئ.» تقدم ألكساندر بلاي على أنه شديد القلق ويلتمس منفعة طاقمه ومخلصا تمامًا لمهمته، ولكن سمعة بلاي كقائد سيئ للغاية لا تزال باقية حيث كتب مراجع بالتيمور صن عن كتاب ألكسندر أن «الشعر يوجه العلم ويسيطر على المجال منذ ذلك الحين».

### الأفلام الدرامية والوثائقية؛ المسرح

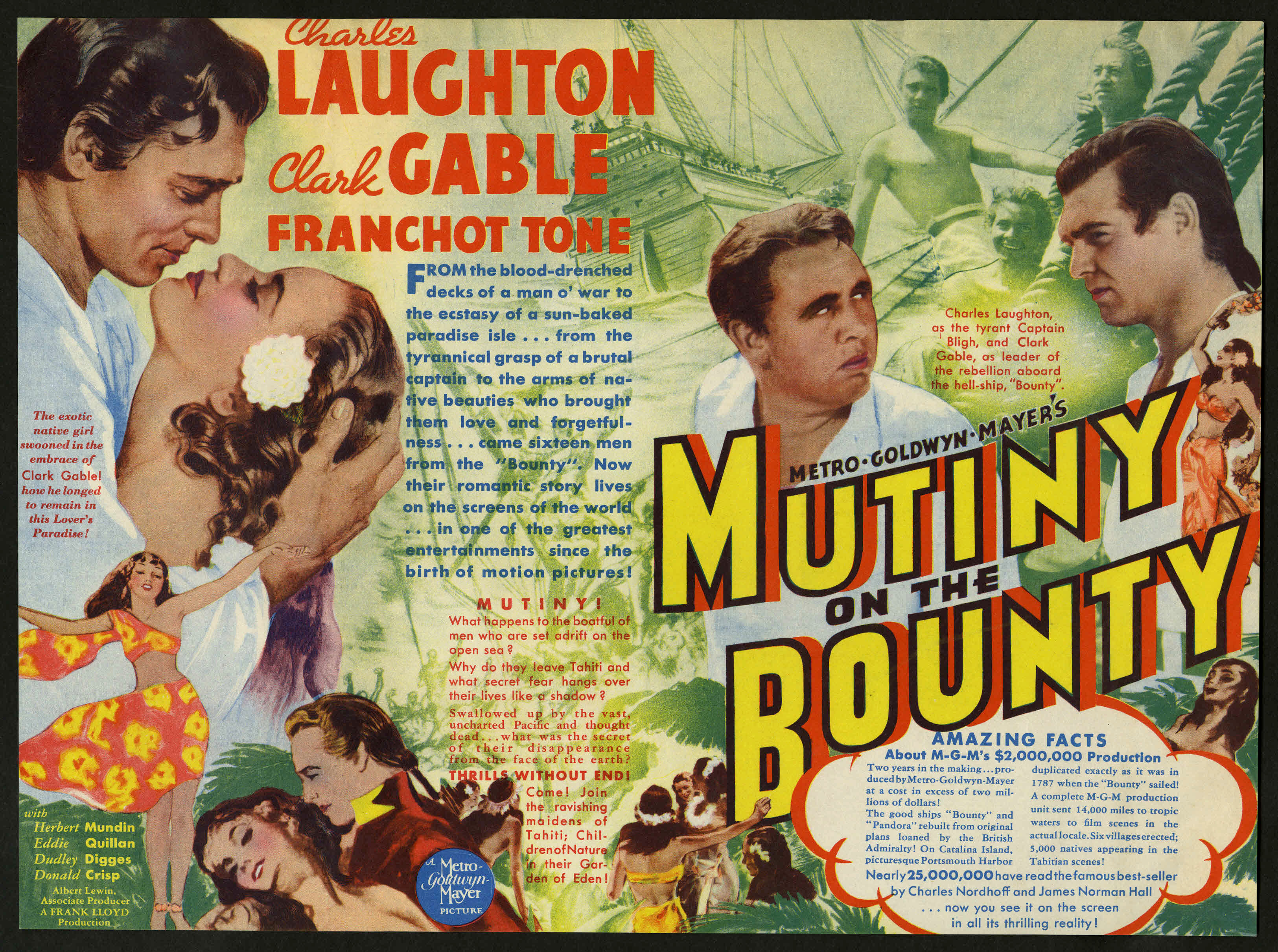
ملصق لفيلم تمرد على السفينة باونتي عام 1935، من بطولة تشارلز لوتن بدور بلاي وكلارك جابل بدور كريستيان.

بالإضافة إلى العديد من الكتب والمقالات حول التمرد فقد تم إنتاج خمسة أفلام روائية في القرن العشرين. كان الفيلم الأول أستراليًا صامتًا عام 1916 وقد خسر فيما بعد، بينما كان الثاني وهو أيضًا من أستراليا وعنوانه في أعقاب السعادة (1933)، أول ظهور على الشاشة للممثل إيرول فلين في دور كريستيان. إلا أنه طغى عليه تأثير الفيلم من إصدار مترو غولدوين ماير بعنوان تمرد على السفينة باونتي، استنادًا إلى الرواية الشهيرة التي تحمل نفس الاسم وكتبها تشارلز نوردهوف وجيمس نورمان هال وهو من بطولة تشارلز لوتون وكلارك غيبل في دوري بلاي وكريستيان على الترتيب. تم عرض قصة الفيلم على حد قول دينينج، على أنها «الصراع الكلاسيكي بين الطغيان والقضية العادلة» حيث أصبح تصوير لوتون لبلاي في ذهن الجمهور «نموذجا للطغيان السادي.»
أدام الفيلمين الرئيسيين اللاحقين وهما تمرد على باونتي (1962) من بطولة تريفور هوارد ومارلون براندو وسفينة باونتي (1984) من بطولة أنتوني هوبكنز وميل غيبسون، إلى حد كبير هذه الصورة لبلاي بالإضافة إلى صورة كريستيان كبطل مأساوي وأضاف الفيلم الأخير مستوى من المثلية الجنسية إلى العلاقة بين بلاي وكريستيان.
وفي عام 1998 وقبل فيلم بي بي سي الوثائقي الذي يهدف إلى إعادة تأهيل صورة بلاي، تنافس أحفاد القبطان وكريستيان على نسخهم المتناقضة من الحقيقة. واقترحت ديا بيركيت مقدمة البرنامج، أن «صراع كريستيان مقابل بلاي قد أصبح يمثل التمرد مقابل الاستبداد، حياة مقيدة مقابل حياة الحرية، القمع الجنسي مقابل الإباحة الجنسية.» قامت القناة الرابعة في عام 2017 بإعادة إنشاء رحلة الكابتن بلاي التي تضم الجندي السابق أنت ميدلتون، وعرضت مسرحية موسيقية مستوحاة من رواية تمرد على السفينة باونتي في مسرح بيكاديللي لمدة 16 شهرًا منذ عام 1985.

### فهرس المراجع
1. 1 2  Winfield 2007، صفحة 355.
2. ↑  Hough 1972، صفحة 64.
3. ↑  Alexander 2003، صفحة 70.
4. 1 2  Alexander 2003، صفحة 72.
5. ↑  Alexander 2003، صفحات 49, 71.
6. 1 2  David 2004.
7. 1 2  Alexander 2003، صفحة 71.
8. ↑  McKinney 1999، صفحة 16.
9. ↑  McKinney 1999، صفحات 17–20.
10. ↑  Hough 1972، صفحة 65.
11. 1 2  Alexander 2003، صفحة 43.
12. 1 2  Darby 2004.
13. ↑  McKinney 1999، صفحات 7–12.
14. ↑  Frost 2004.
15. ↑  Alexander 2003، صفحة 47.
16. ↑  Hough 1972، صفحات 58–59.
17. ↑  Hough 1972، صفحات 66–67.
18. ↑  Alexander 2003، صفحة 73.
19. ↑  Alexander 2003، صفحة 48.
20. ↑  McKinney 1999، صفحات 164–166.
21. 1 2  Hough 1972، صفحة 74.
22. ↑  Alexander 2003، صفحة 51.
23. ↑  Dening 1992، صفحات 28–32.
24. 1 2  Alexander 2003، صفحة 56.
25. ↑  McKinney 1999، صفحات 20–22.
26. 1 2  Hough 1972، صفحات 75–76.
27. ↑  Dening 1992، صفحة 70.
28. ↑  Alexander 2003، صفحات 63–65.
29. ↑  Hough 1972، صفحات 67–68.
30. 1 2  McKinney 1999، صفحات 17–23, 37, 164–166.
31. ↑  Alexander 2003، صفحة 68.
32. ↑  McKinney 1999، صفحة 23.
33. ↑  McKinney 1999، صفحات 17–23, 164–166; Wahlroos 1989، صفحة 304.
34. ↑  Alexander 2003، صفحة 69.
35. 1 2  Bligh 1792، صفحات 158–160; Hough 1972، صفحات 76–77; Alexander 2003، frontispiece.
36. ↑  Hough 1972، صفحة 148.
37. ↑  Hough 1972، صفحات 17–21.
38. 1 2 3 4 5 6 7  Guttridge 2006، صفحات 29–33.
39. ↑  Alexander 2003، صفحة 140.
40. 1 2  Bligh's account of events on 28 April 1789, from Log of the Proceedings of His Majestys Ship Bounty Lieut. Wm Bligh Commander from Otaheite towards Jamaica
41. 1 2  Hough 1972، صفحات 21–24.
42. ↑  Hough 1972، صفحة 26.
43. ↑  Hough 1972، صفحات 149–151.
44. ↑  Hough 1972، صفحات 158–159.
45. 1 2  Alexander 2003، صفحات 140–141.
46. ↑  McKinney 1999، صفحة 73.
47. ↑  Bligh، William. "Letter from Captain William Bligh to Sir Harry Parker (RGO 14/24: 490)". Cambridge Digital Library. University Of Cambridge. مؤرشف من الأصل في 2019-05-31. اطلع عليه بتاريخ 2020-05-21.
48. ↑  Hough 1972، صفحات 161–162.
49. ↑  Bligh 1792، صفحة 165.
50. ↑  Hough 1972، صفحات 165–169.
51. ↑  Bligh 1792، صفحة 176.
52. ↑  Hough 1972، صفحات 169–172.
53. ↑  Alexander 2003، صفحة 148.
54. ↑  Hough 1972، صفحة 175.
55. ↑  Bligh 1792، صفحة 186.
56. ↑  Guttridge 2006، صفحات 33–35.
57. ↑  Alexander 2003، صفحة 150.
58. ↑  Hough 1972، صفحة 174.
59. ↑  Stanley 2004، صفحات 597–598.
60. 1 2  Hough 1972، صفحة 189.
61. ↑  Hough 1972، صفحة 179.
62. ↑  Alexander 2003، صفحة 151.
63. ↑  Hough 1972، صفحات 180–182.
64. ↑  Bligh 1792، صفحة 200.
65. ↑  Hough 1972، صفحات 184–185.
66. ↑  Guttridge 2006، صفحة 35.
67. ↑  Hough 1972، صفحات 186–187.
68. ↑  Alexander 2003، صفحة 152.
69. ↑  Bligh 1792، صفحة 227.
70. ↑  Alexander 2003، صفحة 154.
71. ↑  Bligh 1792، صفحات 239–240.
72. ↑  Hough 1972، صفحة 213.
73. ↑  Bligh 1792، صفحة 257.
74. ↑  Alexander 2003، صفحات 163–164.
75. ↑  Bligh 1792، صفحة 264.
76. ↑  Hough 1972، صفحة 215.
77. ↑  Alexander 2003، صفحات 12–13.
78. ↑  Guttridge 2006، صفحة 36.
79. ↑  Hough 1972، صفحات 192–195.
80. ↑  Hough 1972، صفحات 194–196.
81. 1 2  Dening 1992، صفحة 90.
82. ↑  Hough 1972، صفحات 196–197.
83. 1 2  Hough 1972، صفحات 199–200.
84. ↑  Alexander 2003، صفحة 14.
85. ↑  Alexander 2003، صفحات 343–344.
86. ↑  Barrow 1831، صفحات 309–310.
87. 1 2  Alexander 2003، صفحات 401–402.
88. ↑  Hough 1972، صفحات 302–303.
89. 1 2  Lewis 2003.
90. 1 2  Dening 1992، صفحة 344.
91. ↑  Dening 1992، صفحة 346.
92. ↑  Minogue 1998.
93. ↑  "Mutiny". القناة الرابعة البريطانية. مؤرشف من الأصل في 2019-04-24.
94. ↑  Mutiny! (Essex).

### الأخبار
- Lewis، Mark (26 أكتوبر 2003). "'The Bounty': Fletcher Christian was the villain". The Baltimore Sun. Baltimore, Maryland. مؤرشف من الأصل في 2018-03-16. اطلع عليه بتاريخ 2015-05-20.
- Minogue، Tim (22 مارس 1998). "Blighs v Christians, the 209-year feud". The Independent. London. مؤرشف من الأصل في 2015-09-25. اطلع عليه بتاريخ 2015-05-20.

### الأرشيف
- خطأ: لا توجد وحدة بهذا الاسم "cite archive".

### الكتب
- Alexander، Caroline (2003). The Bounty. London: Harper Collins. ISBN:978-0-00-257221-7.
- Barrow، Sir John (1831). The Eventful History of the Mutiny and Piratical Seizure of HMS Bounty: Its Causes and Consequences. London: John Murray. OCLC:4050135. مؤرشف من الأصل في 2018-12-18.
- Bligh، William (1792). A Voyage to the South Sea, etc. London: Lords Commissioners of the Admiralty. OCLC:28790. مؤرشف من الأصل في 2020-06-12.
- Dening، Greg (1992). Mr Bligh's Bad Language: Passion, Power and Theatre on the Bounty. Cambridge: Cambridge University Press. ISBN:978-0-521-38370-7. مؤرشف من الأصل في 2023-02-28.
- Guttridge، Leonard F (2006) [1992]. Mutiny: A History of Naval Insurrection. Annapolis, Maryland: Naval Institute Press. ISBN:978-1-59114-348-2.
- Hough، Richard (1972). Captain Bligh and Mr Christian: The Men and the Mutiny. London: Hutchinsons. ISBN:978-0-09-112860-9.
- McKinney، Sam (1999) [1989]. Bligh!: The Whole Story of the Mutiny Aboard H.M.S. Bounty. Victoria, British Columbia: TouchWood Editions. ISBN:978-0-920663-64-6. مؤرشف من الأصل في 2022-02-17.
- Stanley، David (2004). South Pacific (ط. Eighth). Chico, California: Moon Handbooks. ISBN:978-1-56691-411-6. مؤرشف من الأصل في 2022-03-21.
- Tagart، Edward (1832). A Memoir of the late Captain Peter Heywood, R.N. with Extracts from his Diaries and Correspondence. London: Effingham Wilson. OCLC:7541945. مؤرشف من الأصل في 2022-12-07.
- Wahlroos، Sven (1989). Mutiny and Romance in the South Seas: a Companion to the Bounty Adventure. Topsfield, Massachusetts: Salem House Publishers. ISBN:978-0-88162-395-6. مؤرشف من الأصل في 2022-03-19.
- Winfield، Rif (2007). British Warships in the Age of Sail, 1714–1792: Design, Construction, Careers and Fates. Barnsley: Seaforth Publishing. ISBN:978-1-84415-700-6.

### مزيد للقراءة
- Fryer، John (1979). Walters، Stephen S (المحرر). The Voyage of the Bounty Launch: John Fryer's Narrative. Guildford: Genesis Publications. ISBN:978-0-904351-10-1.
- Morrison، James (1935). Rutter، Owen (المحرر). The Journal of James Morrison, etc. London: Golden Cockerel Press. OCLC:752837769.
- Proud، Jodie؛ Zammit، Anthony (2006). "From Mutiny to Eternity: The Conservation of Lt. William Bligh's Bounty Logbooks" (PDF). AICCM Symposium 2006. Canberra: Australian Institute for the Conservation of Cultural Material. مؤرشف من الأصل (PDF) في 2018-07-29. اطلع عليه بتاريخ 2015-05-01.